# Richard Watson Dixon

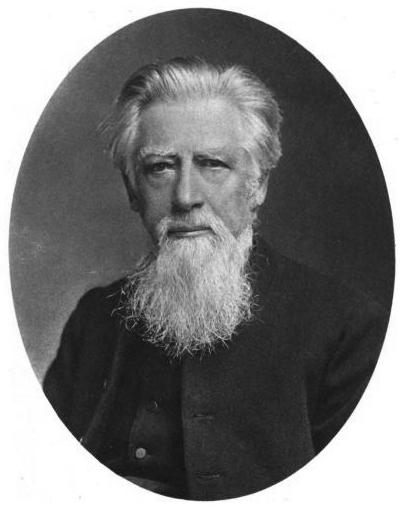
Dixon in 1900

Richard Watson Dixon (Islington, 5 mei 1833 - Warkworth, 23 januari 1900) was een Engels dichter en geestelijke.
Dixon werd opgeleid aan de King Edward's School in Birmingham en Pembroke College, Universiteit van Oxford.
Hij raakte betrokken bij de fameuze 'Birmingham Group', waarvan ook William Morris, Edward Burne-Jones, Gerard Manley Hopkins en Robert Bridges deel uitmaakten. Als geestelijke was Dixon vele jaren kanunnik van Carlisle.
Hij was de auteur van The History of the Church of England from the Abolition of Roman Jursidiction. dat verscheen in zes delen tussen 1878 en 1902. Hij publiceerde diverse dichtbundels. Zijn beste werk is verzameld in Poems: A Selection, with a Memoir (1909), geredigeerd door Robert Bridges.